# Teixidor de Kilombero
El teixidor de Kilombero (Ploceus burnieri) és un ocell de la família dels ploceids (Ploceidae).

## Hàbitat i distribució
Habita zones properes a rius a la regió de Kilombero, a l'est de Tanzània.